# Talsperre Cheoah
Die Talsperre Cheoah (englisch Cheoah Dam) ist eine Talsperre mit Wasserkraftwerk in North Carolina, USA. Sie staut den Little Tennessee River, der an dieser Stelle die Grenze zwischen Graham und Swain County bildet, zu einem Stausee (engl. Cheoah Reservoir) auf.
Die Talsperre dient der Stromerzeugung. Erste Pläne zur Errichtung von Wasserkraftwerken am Little Tennessee durch Alcoa gehen bis ins Jahr 1909 zurück. Mit dem Bau der Talsperre wurde 1916 begonnen. Sie wurde 1919 fertiggestellt. Die Talsperre ist im Besitz der Alcoa Power Generating Inc. (APGI) und wird auch von APGI betrieben.

## Absperrbauwerk
Das Absperrbauwerk ist eine Gewichtsstaumauer aus Beton mit einer Höhe von 68,6 m (225 ft). Die Länge der Staumauer beträgt 228,6 m (750 ft). Die Staumauer verfügt über eine Hochwasserentlastung mit 19 Segmentwehren.

## Stausee
Beim normalen Stauziel von 389 m (1276,8 ft) über dem Meeresspiegel erstreckt sich der Stausee über eine Fläche von rund 2,6 km² (644 acres).

## Kraftwerk
Das Kraftwerk befindet sich auf der linken Flussseite. Es ging 1919 in Betrieb. Die installierte Leistung beträgt mit fünf Francis-Turbinen insgesamt 132 MW. Ursprünglich waren vier Turbinen mit einer maximalen Leistung von jeweils 24.000 PS installiert; von 1947 bis 1949 wurde das Kraftwerk um eine fünfte Maschine erweitert. Der Durchfluss liegt bei insgesamt 267 m³/s (9426 cft/s) für alle Turbinen zusammen.
Von 2012 bis 2013 wurden die vier älteren Maschinen und die zugehörigen Transformatoren durch neue Anlagen ersetzt. Die Gesamtkosten des Projekts werden mit 110 Mio. USD angegeben.

## Sonstiges
Die Talsperre diente als Kulisse für den Film Auf der Flucht mit Harrison Ford.